# Hiena-malhada

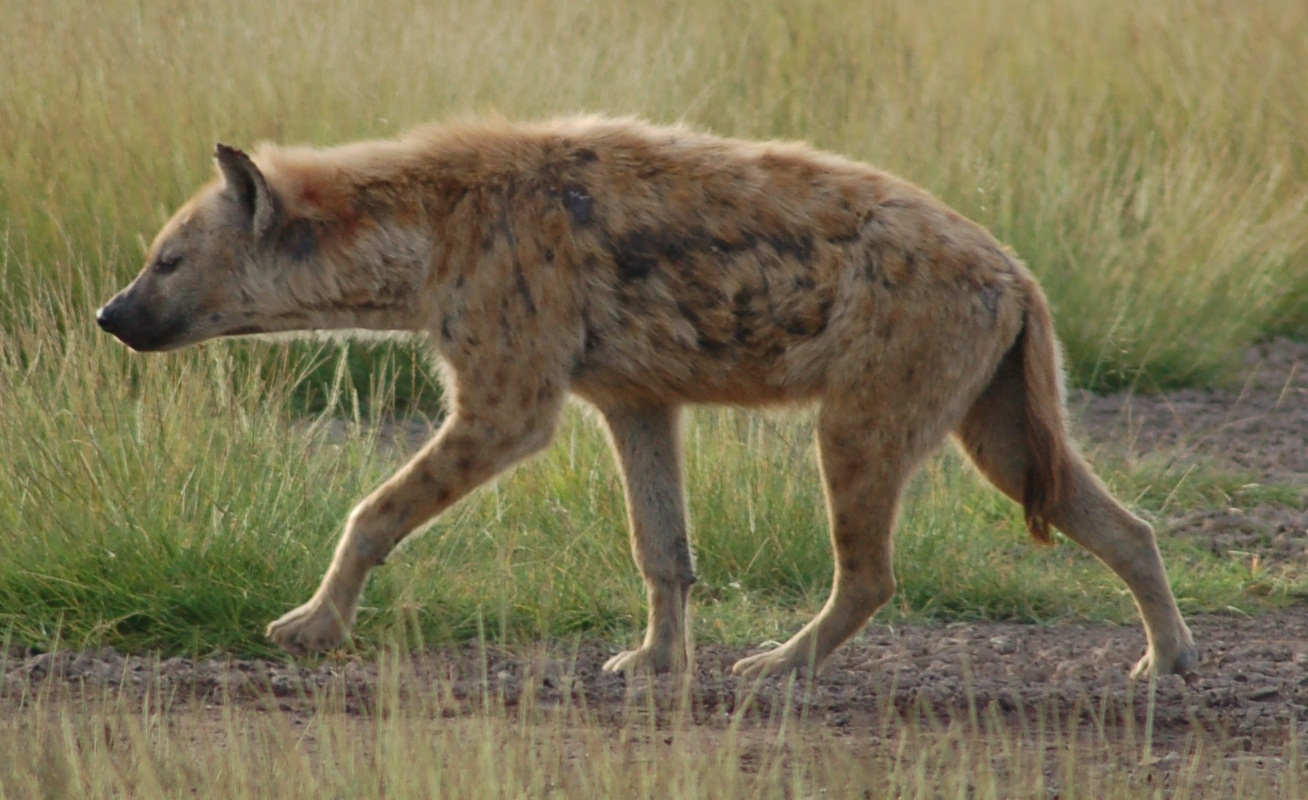
Uma hiena-malhada.

A hiena-malhada (Crocuta crocuta) é a maior representante da família das hienas (Hyaenidae) sendo que uma fêmea adulta pesa de 70 a 90 kg, sendo até 12% maiores que os espécimes machos.
A hiena-malhada vive em regiões da savana africana, sendo considerada um extraordinário predador. A fama de serem carniceiras não é merecida, pois são consideradas por alguns como caçadoras formidáveis, perseguindo suas presas a velocidades de até 64 km/h e caçando em grupos com até 100 indivíduos. Por possuírem um coração relativamente grande, seu vigor é igualmente notável, capazes de manter a perseguição a uma presa por longos períodos.

## Aparência
Hienas malhadas são as maiores das hienas existentes. Sua pelagem é mais curta do que de outras espécies. As fêmeas são consideravelmente maiores que os machos, medindo até 1,70 m de comprimento e pesando em media 80 kg.Hienas-malhadas possuem pontos negros, como já diz seu nome, possuem a parte da frente do corpo levemente mais alta, assim dando ao aspecto mais famoso e conhecido nas hienas, seu rosto se assemelha muito a um canino, e suas orelhas são de fato arrendondadas.
A alcatra é arredondada ao invés de angular, o que impede os atacantes vindo de trás de obter um aperto firme sobre ele. As hienas-malhadas possuem um grande coração, cerca de 1% do seu peso corporal, assim dando-lhe extrema resistência em perseguições. Em contraste o coração do leão é cerca de 0,45% do seu peso corporal.
Sua boca é formada por dentes super fortes e afiados, ideal para quebrar ossos e roer chifres e cascos. Somando com fortes músculos da mandíbula, que podem gerar umas das mordidas mais fortes do reino animal, com cerca de 565,7 newtons na ponta canina e 985,5 newtons no dente carniceiro (dentes traseiros). Umas das formas de deduzir a idade de uma hiena é observando seus dentes.

## Alimentação
A hiena-malhada é o membro mais carnívoro da família Hyaenidae. Ao contrário de seus primos, hiena-listrada e hiena-marrom, a hiena-malhada é um predador, não um necrófago, isso tem sido demostrado desda década de 60. Um dos primeiros estudos para demonstrar suas habilidades de caça foi feito por Hans Kruuk, um ecologista da vida selvagem Africano, e ele mostrou através de um estudo de 7 anos de populações de hienas na África que hienas-malhadas caça tanto como leões, e com estudos posteriores este foi mostrado para ser a média em todas as áreas da África. No entanto hienas-malhadas continuam sendo marcadas como catadores, muitas vezes até mesmo por ecologistas e canais de vida selvagem documentais.  

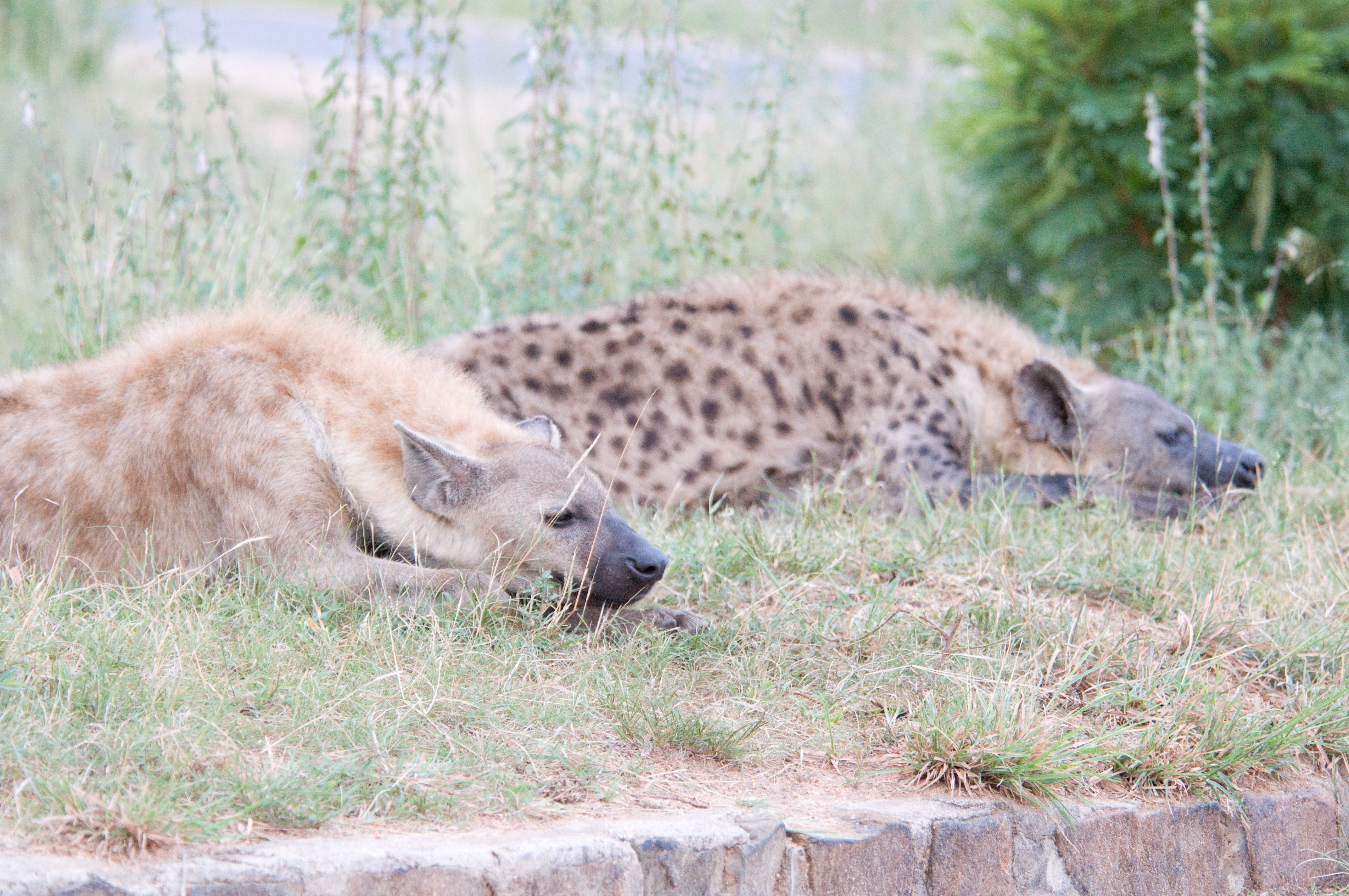
Um par de hienas, pode-se notar a variação das cores de ambos.

Os animais que as hienas caçam são muito diversificados, pois vivem em muitas regiões diferentes. Gnus são as presas mais frequentes das Hienas-malhadas em Ngorongoro e Serengeti. Zebras e gazelas de Thomson vem logo abaixo no cardápio. 
Além de se alimentarem de caça, também conseguem obter alimento roubando de outros animais, como leoas, leopardos, guepardos, mabecos etc...Também se alimentam de frutas, raízes, ovos, peixes, cobras e até lixo urbano e animais rurais.  

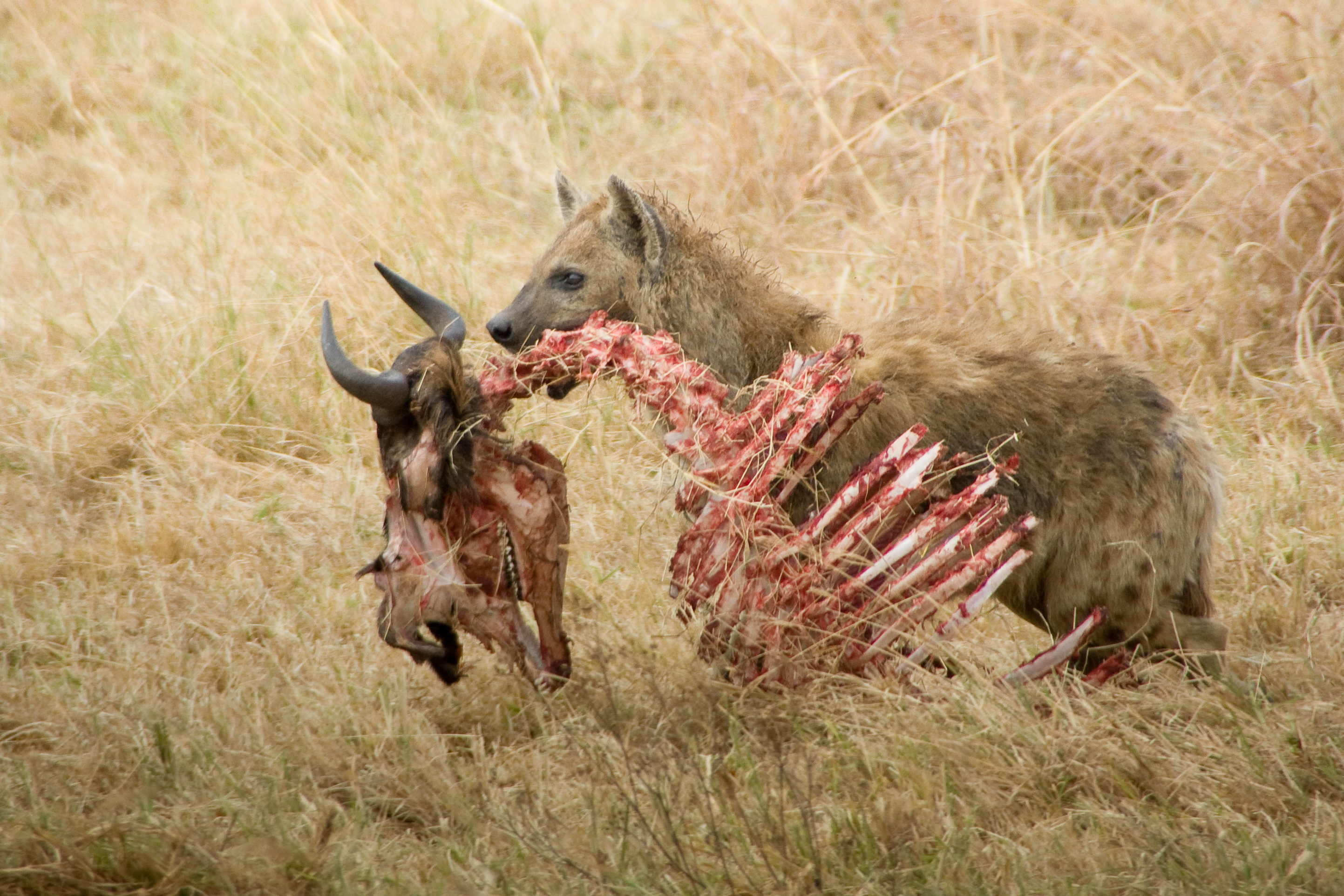
Uma hiena carregando uma carcaça

## Distribuição
As maiores populações conhecidas da hiena-malhada ocorrem no ecossistema do Serengeti, na Tanzânia (em número estimado de 7200 a 7700 indivíduos), no Parque Nacional Kruger, na África do Sul (1300 a 3900) e na Reserva Nacional de Masai Mara, no Quênia (cerca de 500 a 1000). Em várias centenas, os indivíduos ocorrem em áreas de conservação do Zimbábue, no Selous Game Reserve na Tanzânia e na região do Okavango, em Botsuana. Hienas-malhadas são consideradas pela IUCN como espécie com pouco risco de extinção em Botsuana, Etiópia, Guiné Bissau, Quênia, Namíbia, África do Sul, Tanzânia e Zimbábue. Elas são consideradas uma espécie ameaçada em Benin, no Burundi (onde se pensa estar à beira da extinção), Camarões, Mali, Mauritânia, Níger, Nigéria, Ruanda e Serra Leoa. Estão extintas na Argélia e no Lesoto. Existe uma carência de dados sobre o número de hienas-malhadas em Angola, Burkina Faso, República Centro-Africana, Chade, República Democrática do Congo, Costa do Marfim, Djibuti, Eritreia, Guiné Equatorial, Gana, Guiné, Malawi, Moçambique, Senegal, Somália, Sudão, Essuatíni, Togo, Uganda e Zâmbia.

## Comportamento
As hienas-malhadas forma um grande grupo chamado de clã, com cerca de até 80 membros, tendo registro de até 100 membros. Existe um membro que está no topo da piramide de comando, é uma fêmea, geralmente a maior e mais forte, popularmente conhecida como a matriarca. Abaixo da "rainha" vem outras fêmeas, possivelmente primas, irmãs e filhotes. Por ultimo vêem os machos, que são cerca de 20% menores e muito mais dóceis que as fêmeas.
O comportamento de caça das hienas-malhadas é bem eficiente, o clã divide-se em pequenos grupos de 5-20 membros, que irão percorrer seu território atrás de presas ou fazer patrulhas, geralmente saem a noite, pois sua visão é uma das melhores entre todos os predadores, somando com excelente audição,olfato, resistência, comunicação e inteligência, é provável que hienas tenham sucesso em caçadas.
A técnica de perseguir e atacar presas é um pouco variada e depende das presas, por exemplo, hienas raramente fazem emboscadas, elas preferem dividir o grupo de caça, aonde vai ter uma hiena perseguindo uma presa por muito tempo até que a presa caia de cansaço, então o restante do grupo que acompanhava a perseguição mais atrás, vem revezar o ataque. Famosamente a hiena é conhecida por destripar suas vítimas ainda vivas, porém é um comportamento muito comum entre todos os predadores, desde cães selvagens, lobos, urso, leões e aves de rapina, porém a hiena faz isso com maior facilidade, assim elevando a porcentagem de sucesso, pois um animal que foge de um ataque de tal gravidade feita por hienas, é muito provável que morrerá, ao contrário de um animal que escapa de um ataque de leopardo que tenta estrangulá-lo, se o animal fugir é bem provável que sobreviverá.
Também é comum hienas caçarem sozinhas animais consideráveis, como os Gnus, basicamente uma hiena se prende ao animal, mordendo na virilha até que ele se canse, pois a mordida da hiena é muito forte e seria difícil escapar dela. O animal cansado cairia ao chão dando a oportunidade da hiena começar a devorá-lo ainda vivo.

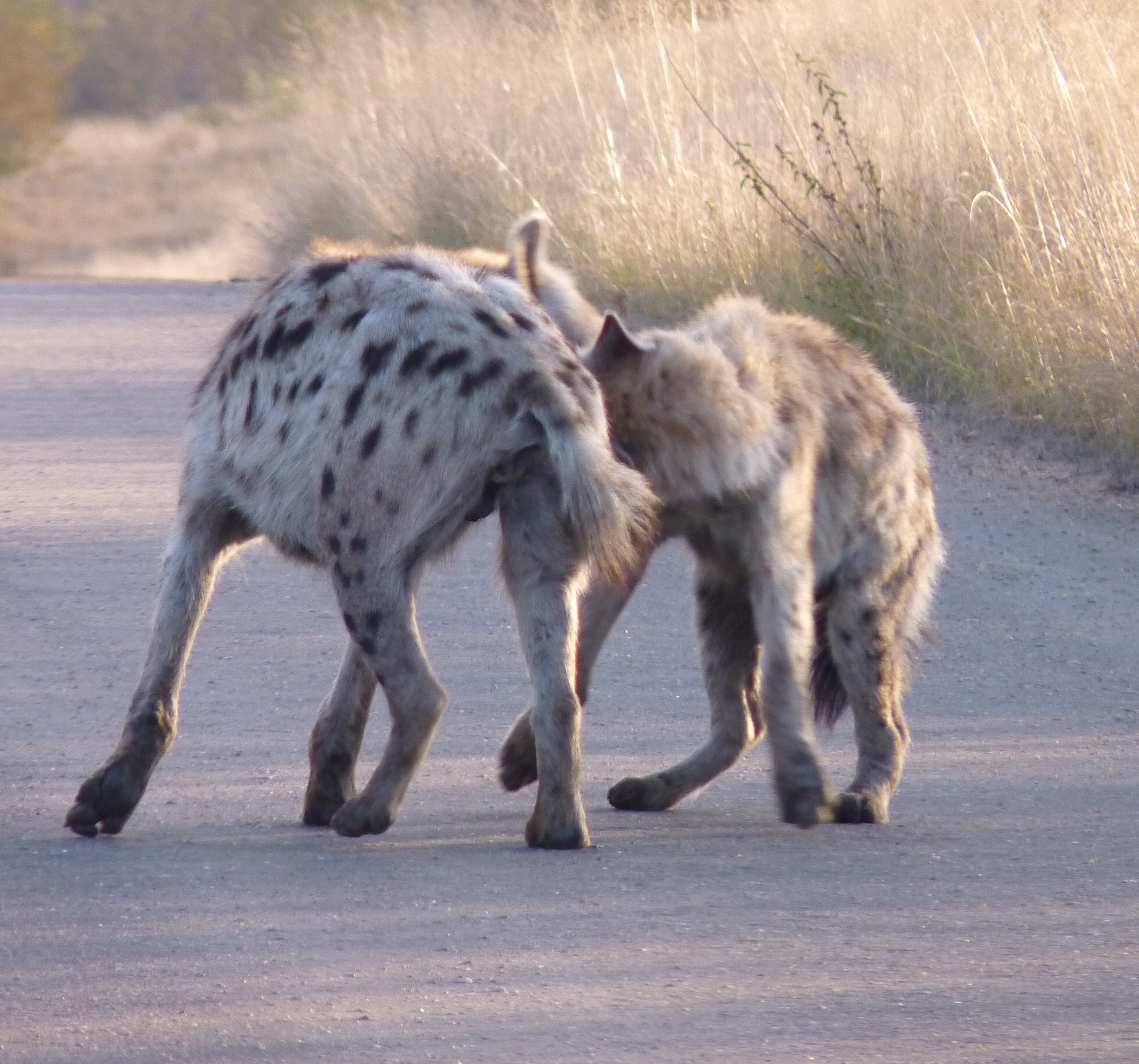
Duas hienas se cumprimentando no parque nacional Kruger.

Um comportamento muito curioso das hienas é a de defesa, quando um predador tenta roubar suas caças, ou invade o local de suas ninhadas, as hienas se comunicam através de uivos por quilômetros, estudos revelaram que uma hiena em perigo pode pedir socorro a mais de 10 km de distância. Quanto ao invasor, a técnica de resolver o problema vária muito, se for mabecos, guepardo e leopardos, as hienas se agrupam e avançam ferozmente para cima do invasor, que sempre irá correr e raramente lutará. O único animal que enfrenta uma hiena é o leão e mesmo assim não é um enfrentamento garantido, pois se o leão se encontra com um grupo de hienas elas montaram resistência até chegarem os reforços, mas se for apenas uma hiena solitária o leão atacará, é muito comum leões e hiena entrarem em confronto sangrento mais que qualquer outros predadores no mundo. Uma técnica muito comum vista em hienas enfrentando leões é quando elas se agrupam e avançam como uma tropa de choque na direção do leão, fazendo ele fugir e caso o leão ataque, as outras hienas receberão o atacante com forte mordidas, capazes de quebrar uma pata ou osso do leão e caso o leão seja preso pelas hienas é muito provável que ele tenha um órgão perfurado pela forte mordida da hiena, não é exagero, mas um leão mordido por hiena pode sofrer de uma grande infecção.

## Comportamento com outras espécies

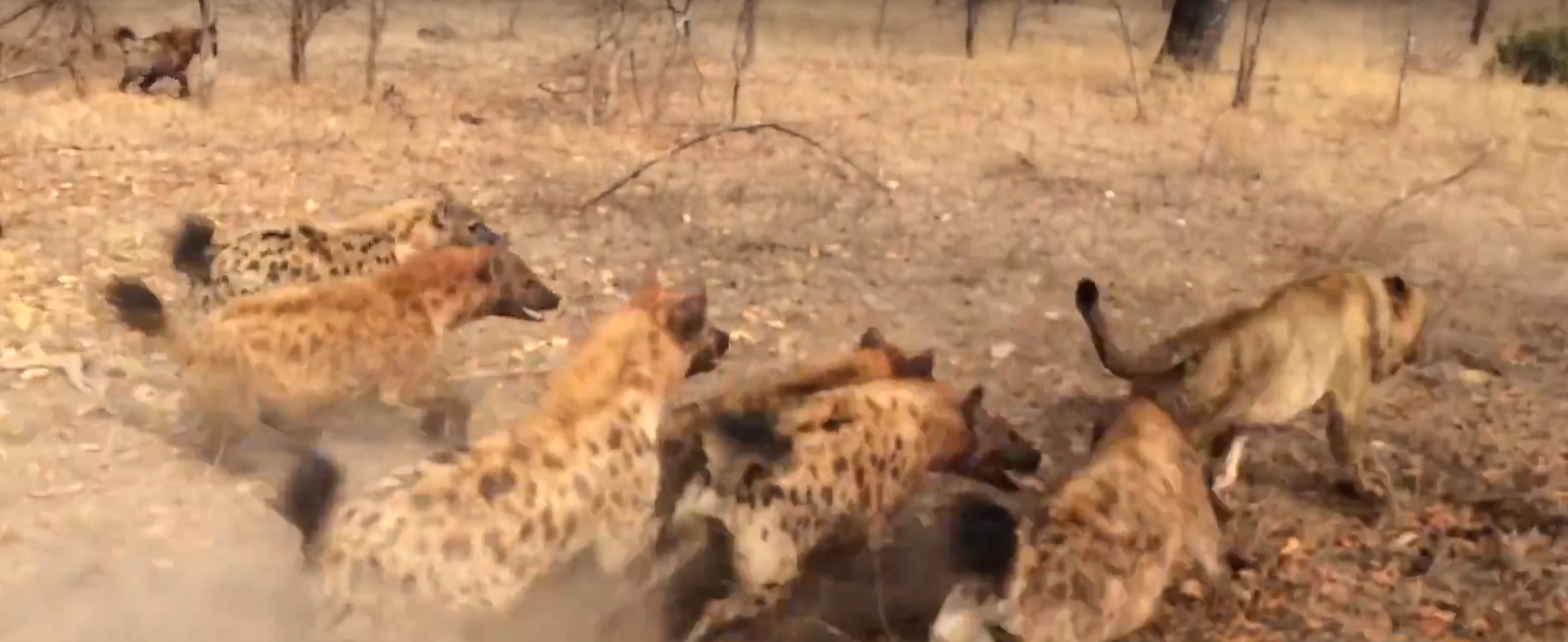
clã de hienas em conflito com leões.

A hiena-malhada compete com todos os outros grandes predadores africanos por território e comida. Em áreas onde leões e hienas sobrevivem, há sempre concorrência direta. Leões geralmente ignoram hienas, a menos quando estão no meio de uma matança.
Geralmente se diz que hienas roubam caça de leoas, mas na verdade leões roubam com mais frequência a caça de hienas, isso quando conseguem, já que hienas podem se comunicar com o resto do clã mesmo estando quilômetros de distância, assim chamando reforços para defender a caça e expulsar invasores. Quando hienas descobrem a caça de leões geralmente ficam a 30-100 metros da caça até que os leões se retirem, mas em alguns casos elas decidem atacar e expulsar os leões caso estejam em numero de 3 a 4 vezes maior. Ataques a outros caçadores são mais frequentes à noite, quando as hienas são mais ativas.
As hienas também competem com os Mabecos (Lycaon pictus), normalmente disputam carcaças e algumas presas. Normalmente, alguns combates não chegam a causarem ferimentos como seria se fosse "hiena vs leão" mas chegam a causar arranhões e poucos sangramentos.
Em alguns casos hienas e mabecos podem ter encontros pacíficos, onde nos quais ambos dividem as carcaças sem atacar um ao outro.

Hienas também são acompanhadas por chacais que geralmente as seguem para pegar parte das caças. Existem encontro entre hienas-malhas e hienas-marrons em Kalahari e geralmente ambos competem por carcaças e geralmente as Hienas-malhadas superam as marrons que são menores e se defendem apenas rosnando e se arrepiando os pelos da espinha, mas geralmente isso não gera uma grande briga assim como seria uma hiena e leão, que geralmente o leão mata a hiena por orgulho. Cerca de 71% das mortes das hienas são causadas por leões e outra grande parte é causada por caça e envenenamento. Mesmo as hienas-malhadas estarem sendo consideradas com baixo risco de extinção, grande parte delas estão sendo mortas e se tornando extintas em alguns países africanos.

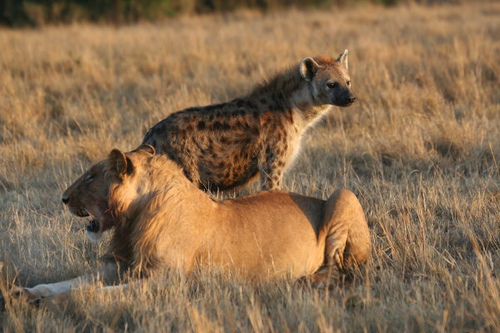
Uma hiena e um leão.

## Reprodução, sexualidade e doenças
O clitóris da fêmea é semelhante ao pênis do macho. Por isso, durante muito tempo, acreditava-se que as hienas-malhadas eram hermafroditas. A gestação costuma ser de mais ou menos 110 dias, resultando em 1 ou 2 crias de coloração castanho escuro. Diferente dos filhotes de outros mamíferos, as hienas nascem com os olhos abertos, e os dentes são afiados como grampos. Existem casos de hienas filhotes causarem uma as outras ferimentos, causando uma morte acidental por infecção, por muito tempo foi confundido tais casos isolados como um costume das hienas matarem seus irmãos e como sempre é mais um grande erro comum feito sem pesquisas e sim por deduções.
O leite de uma hiena pode ser 12 vezes mais nutritivo que de uma vaca, formando filhotes com muita força, não é a toa que hienas possuem habilidades físicas a seu favor se não houve uma dieta muito boa quando filhotes, essas habilidades podem ser listadas como, mordida forte, dente e ossos muito resistentes, coração grande, ótima visão e um cérebro muito evoluído.
Hienas malhadas podem contrair brucelose, peste bovina e anaplasmose. Eles são vulneráveis a Trypanosoma congolense, que é contraída pelo consumo de herbívoros já infectadas, em vez de através de infecção direta de moscas tsé-tsé. Sabe-se as hienas adultas no Serengeti têm anticorpos contra a raiva, herpes canino, Brucella canino, canino parvovírus, calici felino, leptospirose, Brucella bovina, de peste bovina e anaplasmose. 

## Hienas-malhadas em cativeiro e como animais de estimação
Não comumente vistas em zoológicos, as que foram criadas em cativeiro sempre tiveram a fama de serem fácil de criar, porém a reprodução em cativeiro é quase nula, já que as hienas que vão parar em zoológicos não são estudadas e sempre dividem o espaço com um membro do mesmo sexo.
Incrivelmente hienas podem ser domesticadas se criadas desde pequenas e há relatos de que hienas domesticadas por alguns pastores são tão doceis quanto um cão. Em abril de 2004  a BBC descreveu como um pastor vivendo na pequena cidade de Qabri Bayah, cerca de 50 quilômetros de Jigjiga na Etiópia, conseguiu usar um macho da espécie como um cão guardião de seu rebanho.